# Rotationsgjutning
Rotationsgjutning är en metod för framställning av behållare eller andra ihåliga föremål, framför allt av plast. Man använder ett uppvärmt verktyg, som bildar ett hålrum motsvarande yttermåttet av det föremål som skall tillverkas. Finkornigt plastmaterial läggs in i hålrummet, varefter verktyget roteras kring två axlar. Vid kontakt med den varma väggen kittas plastkornen ihop och bildar det önskade föremålet. Metoden tillåter komplicerade former med fina detaljer.

## Historik
Rotationsgjutning började användas på 1940-talet och då med PVC-plastisol som material. På 1950-talet började pulver av polyeten med låg densitet att användas och ett genombrott kom då man började använda linjär polyeten (PE-LLD), vilket gav högre hållfasthet och man började tillverka behållare och tankar i komplexa former.
Sedan 1990-talet har polyeten med sampolymerer framställda med metallocenkatalysatorer blivit vanligare. Numera rotationsgjuter man flera konstruktionsplaster, termoelaster och fluorpolymerer. Med modern teknik tillverkas relativt komplexa former som en följd av utvecklingen av olika material för rotationsgjutning. Tekniskt avancerade produkter kan vara oljebehållare, kåpor och ingjutning av insatser.

## Beskrivning av processen
Utgångsmaterial i form av pulver eller granulat av termoplast smälter homognet mot det roterande verktygets inneryta, som därefter kyls under fortsatt rotation. När materialet stelnat avlägsnas det ur formen.
Processen genomförs i fyra steg
- påfyllning av material vägs in i förhållande till önskad väggtjocklek hos föremålet som skall framställas,
- upphettning under rotation med ca 15 varv per minut av verktyget till 300 °C under 5-10 minuter,
- avkylning med kall luft eller vatten av verktyget efter att jämn fördelning av smält plastmaterial på formväggen uppnåtts,
- uttag av produkten och påfyllning av material för nästa produktenhet.

Avkylningshastigheten har stor betydelse för produktens kvalitet.